# Jacques Basyn
Jacques Antoine Basyn (Brugge, 2 februari 1901 – Ukkel, 16 februari 1982) was Belgisch advocaat en politicus voor de UDB.

## Loopbaan
Basyn doorliep een gevarieerde loopbaan. Hij onderbrak bij herhaling zijn activiteiten als advocaat om een openbare functie te vervullen. Het zwaartepunt van zijn activiteiten bevond zich in het verzekeringswezen:
- van 1929 tot 1946 was hij directeur en van 1947 tot 1972 voorzitter van het Beroepskrediet.
- van 1941 tot 1959 was hij directeur en van 1959 tot 1982 voorzitter van Werk van den Akker.

Hij werd eveneens politiek actief voor de UDB en was bestuurslid van deze partij. Van augustus 1945 tot januari 1946 was hij bovendien minister van oorlogsschade en burgerlijk getroffenen in de Regering-Van Acker II.

## Veelvuldige functies en mandaten
Hij begon zijn loopbaan als secretaris van pater Georges Rutten, die actief was in de christelijke arbeidersbeweging, waarna hij werkzaam was op verschillende ministeriële kabinetten:
- van 1925 tot 1926 was hij kabinetssecretaris en adviseur van ministers van Justitie Paul Tschoffen en Prosper Poullet.
- van 1927 tot 1932 was hij adviseur van minister van Nijverheid, Arbeid en Sociale Voorzorg Hendrik Heyman.
- van 1939 tot 1940 was hij kabinetschef van minister van Verkeerswezen, Vervoer, PTT en NIR Antoine Delfosse.
- van 1944 tot 1945 was hij kabinetschef van minister van Justitie Maurice Verbaet.

Daarnaast vervulde hij nog diverse functies:
- vanaf 1930 lid van de beheerraad en het directiecomité van de NV Arbeidersbank van Brussel.
- van 1929 tot 1946 lid van het directiecomité van de Hoofdkas voor het Klein Beroepskrediet.
- van 1947 tot 1972 voorzitter van de beheerraad van de Nationale Kas voor Beroepskrediet.
- van 1931 tot 1971 docent aan het Hoger Handelsinstituut van de Staat te Antwerpen (RUCA).
- gewoon hoogleraar Krijgsschool
- in 1938 samen met Leon François Koninklijk Commissaris voor de Pensioenen.
- algemene verslaggever van de zogenoemde commissie der '33' over de pensioenen
- tijdens de Tweede Wereldoorlog lid van het 'Comité Gilles', dat correspondeerde met de regering in Londen
- van 1959 tot 1960 afgevaardigde van België bij de Commissie voor de Rechten van de Mens van de Verenigde Naties.
- voorzitter Internationale Conferentie van het Volkskrediet
- voorzitter van de Bedrijfsraad van de Bouwnijverheid
- voorzitter van het Europees Comité voor het Verzekeringswezen
- voorzitter van de Beroepsvereniging der Verzekeringsondernemingen
- voorzitter van de Groep der Verzekeraars van Euratom
- voorzitter van het Comité voor de verzekeringen van de OESO
- voorzitter van de samenwerkend vennootschap 'Huis der Verzekering'
- voorzitter van de Werkgroep 'Verzekeringen' van de Economische en Sociale Raad van de Economische Benelux Unie
- voorzitter van de Belgische Vereniging voor de Sociale Vooruitgang
- voorzitter van de Vereniging van Kassen voor Gezinsvergoedingen
- voorzitter van het Centrum voor de Aanmoediging van het Spaarwezen en de onroerende Beleggingen
- voorzitter van het Fonds voor Dringende Geneeskundige Hulpverlening

## Publicaties
- Les allocations familiales en Belgique, 1929
- Les assurances en Belgique, 1945
- Verslag van de Koninklijke Commissaris voor de pensioenen, 1939